# Carl Svensson
Carl Emil Svensson, född 21 juli 1879 i Gammalkils församling, Östergötlands län, död 24 juli 1938 i Falköpings stadsförsamling, Skaraborgs län (folkbokförd i Göteborgs Johannebergs församling), var en svensk politiker (socialdemokrat) och ämbetsman. 
Svensson var civilminister 1920, kommunikationsminister 1920, handelsminister 1921–1923 och 1925–1926, riksdagsledamot i andra kammaren 1909–1911 och 1914–1917 samt i första kammaren 1918–1938, överdirektör i kontrollstyrelsen 1923–1934, vd för Göteborgs handelsbank 1935–1938.

## Biografi
Svensson var till yrket snickare, och arbetade bland annat vid Nordiska kompaniets möbelverkstäder i Nyköping. Han deltog där i det fackliga och socialdemokratiska organisationsarbetet, och anställdes 1906 vid den socialdemokratiska tidningen Folkets lokalredaktion i Nyköping. Från 1910 tjänstgjorde han vid huvudredaktionen, och 1911–1920 var han chefredaktör.
Svensson intog en ledande ställning i Eskilstunas kommunpolitik: han var ledamot i stadsfullmäktige 1911–1920 och ordförande där 1915–1920, samt i landstinget 1910–1911 och 1915–1922. Han var ledamot i andra kammaren åren 1909–1911 (för Nyköpings, Torshälla, Strängnäs, Mariefreds och Trosa valkrets) och 1914–1917 (för Södermanlands läns norra valkrets), och från 1918 till sin bortgång i första kammaren (för Södermanlands läns valkrets till och med 1921, därefter för Södermanlands och Västmanlands läns valkrets).
Han tillhörde Hjalmar Brantings första ministär, först som civilminister mellan 10 mars och 30 juni 2020, och därefter som kommunikationsminister från 1 juli till 23 oktober samma år. I Brantings andra ministär 1921–1923 var han chef för handelsdepartementet, vilket han också fortsatte att vara i Rickard Sandlers regering 1925–1926.
Svensson var överdirektör och chef för kontrollstyrelsen 1923–1935, samt i riksdagen ordförande i bankoutskottet 1927–1932. Han övervakade bland annat statens intressen i olika företag där staten gått in med kapital, som exempelvis Hälleforskoncernen och Göteborgs handelsbank. Under krisåren i början av 1930-talets fick han i uppdrag att rekonstruera den senare, och 1935 utsågs han till bankens verkställande direktör.

### Privatliv
Carl Svensson var son till mjölnaren Sven Johan Svensson och Klara Eleonora, född Karlbom. Från 1907 var han gift med Karin Nordström.